# Mimosa guilandinae
Mimosa guilandinae är en ärtväxtart som först beskrevs av Dc., och fick sitt nu gällande namn av Rupert Charles Barneby. Mimosa guilandinae ingår i släktet mimosor, och familjen ärtväxter. Inga underarter finns listade i Catalogue of Life.